# Добрев, Димитр
Димитр Димитров Добрев  (болг. Димитър Димитров Добрев; 14 апреля 1931, село Езерец, Добричская область, Болгария — 1 апреля 2019) — болгарский борец греко-римского стиля, чемпион и призёр Олимпийских игр, четырёхкратный чемпион Балкан, бронзовый призёр студенческих игр по тяжёлой атлетике 1954 года. Заслуженный мастер спорта Болгарии.

## Биография
Начал заниматься борьбой только в 19 лет, будучи первокурсником института.
На Летних Олимпийских играх 1956 года в Мельбурне боролся в категории до 79 килограммов (средний вес). Выбывание из турнира проходило по мере накопления штрафных баллов. Схватку судили трое судей, за чистую победу штрафные баллы не начислялись, за победу по очками при любом соотношении голосов начислялся 1 штрафной балл, поражения по очкам при любом соотношении голосов или чистое поражение карались 3 штрафными баллами. Если борец набирал 5 или более штрафных баллов, он выбывал из турнира. Когда оставалось только три борца, они разыгрывали между собой медали (если не встречались в схватках до финального раунда). После начала финальных схваток борцы могли продолжать выступления, имея и более пяти штрафных баллов. Титул оспаривали 10 человек. Проиграв в четвёртом круге советскому борцу Гиви Картозия (схватка закончилась со счётом 0-0 и победа советскому борцу была отдана голосованием судей), лишился шансов на «золото» (у Добрева и Картозия стало одинаковое количество баллов, но Картозия победил в личной встрече). В схватке за второе место победил шведа Руне Янссона.
| Круг  | Соперник        | Страна                                    | Результат | Основание                | Время схватки |
| ----- | --------------- | ----------------------------------------- | --------- | ------------------------ | ------------- |
| 1     | Бранислав Симич | Югославия                                 | Победа    | Туше (0 штрафных баллов) | 9:42          |
| 2     | -               | -                                         | -         | -                        | -             |
| 3     | Вильо Пункари   | Финляндия                                 | Победа    | 2-1 (1 штрафной балл)    | -             |
| 4     | Гиви Картозия   | Союз Советских Социалистических Республик | Поражение | 2-1 (3 штрафных балла)   | -             |
| Финал | Руне Янссон     | Швеция                                    | Победа    | 3-0 (1 штрафной балл)    | -             |

В 1957 году выступал на соревнованиях как по вольной, так и по греко-римской борьбе в ходе Фестиваля молодёжи и студентов, и занял два первых места.
На Летних Олимпийских играх 1960 года в Риме боролся в категории до 79 килограммов (средний вес). Выбывание из турнира проходило по мере накопления штрафных баллов. За чистую победу штрафные баллы не начислялись, за победу по очками при любом соотношении голосов начислялся 1 штрафной балл, любое поражение по очкам каралось 3 штрафными баллами, чистое поражение — 4 штрафными баллами. В схватке могла быть зафиксирована ничья, тогда каждому из борцов начислялись 2 штрафных балла. Если борец набирал 6 или более штрафных баллов, он выбывал из турнира.
Титул оспаривали 24 человека. Димитар Добрев победил во всех схватках и стал чемпионом олимпийских игр.
| Круг | Соперник            | Страна                                    | Результат | Основание                  | Время схватки |
| ---- | ------------------- | ----------------------------------------- | --------- | -------------------------- | ------------- |
| 1    | Луиш Калдаш         | Португалия                                | Победа    | Туше (0 штрафных баллов)   | 8:48          |
| 2    | Николай Чучалов     | Союз Советских Социалистических Республик | Победа    | По очкам (1 штрафной балл) | -             |
| 3    | Леопольд Израэлссон | Швеция                                    | Победа    | По очкам (1 штрафной балл) | -             |
| 4    | -                   | -                                         | -         | -                          | -             |
| 5    | Йон Цэрану          | Румыния                                   | Победа    | По очкам (1 штрафной балл) | -             |
| 6    | Казым Айваз         | Турция                                    | Победа    | По очкам (1 штрафной балл) | -             |

Удачно выступая на олимпийских играх, Димитар Добрев так ни разу не смог встать на пьедестал на чемпионатах мира: в 1955 году остался пятым, а в 1958 и 1962 годах — четвёртым.
Ещё до того, как оставил большой спорт, стал тренером. С 1952 по 1991 год являлся тренером по греко-римской борьбе спортивного клуба «Академика» (София). С 1963 по 1966 год был тренером национальной сборной. В 1991—1992 годах — тренер сборной Болгарии по вольной борьбе по подготовке к участию в Олимпийских играх в Барселоне в 1992 году.
С 1955 по 1991 год был преподавателем борьбы на кафедре тяжёлой атлетики Высшего института физической культуры.

## Награды
- Герой Социалистического Труда Народной Республики Болгария
- Орден Георгия Димитрова
- Медаль «За заслуги» (20 марта 2008 года, Болгария) — за выдающийся вклад в развитие физического воспитания и спорта[5]